# Paléoart
Le paléoart (aussi orthographié paléo-art) est une réalisation artistique (peinture, illustration, sculpture…) qui, selon Ansón : « tente de reconstituer et de dépeindre la vie préhistorique ou des temps géologiques, selon les connaissances établies et les découvertes scientifiques au moment de la création de l'œuvre ».

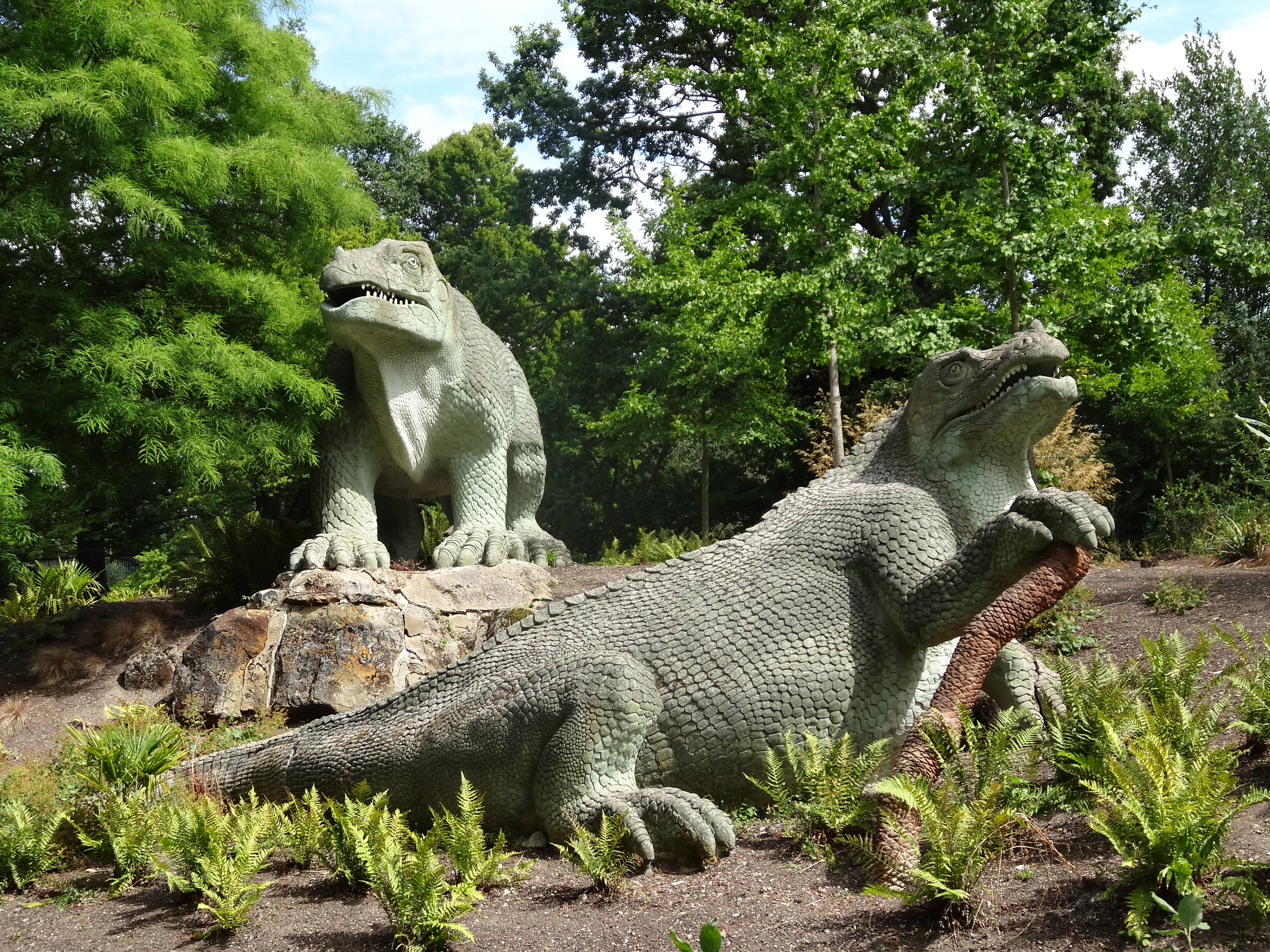
Couple d'Iguanodons, parmi les dinosaures de Crystal Palace sculptés par Benjamin Waterhouse Hawkins, 1850.

Le terme « paléoart » a été introduit à la fin des années 1980 par l'illustrateur Mark Hallett (en) pour désigner une œuvre qui dépeint des sujets liés à la paléontologie ou à la préhistoire, pouvant être des reconstitutions de fossiles ou des représentations de la vie des animaux éteints et de leurs écosystèmes. Le terme est un mot-valise, de « art » et du mot grec paleo (« ancien »). Toutes les œuvres de paléoart sont par définition inexactes sur le plan des formes non-fossilisables qui ne peuvent pas être exactement connues dans tous leurs détails, et surtout sur le plan des couleurs, puisque même dans les cas rares de conservation dans l'ambre, le goudron, la tourbe ou la glace, la matière organique n'est pas intégralement préservée.

## La production
Le travail en paléontologie comporte généralement quatre étapes, :
1. prospection et les fouilles sur le terrain : c'est la partie la plus ardue physiquement et la plus complexe administrativement : après obtention de tous les accords nécessaires, du matériel et des fonds, après le transport sur site, il s'agit de quadriller, mesurer, photographier, relever, cartographier, extraire, préserver, tamiser le sédiment, emballer les fossiles, classer les trouvailles, les conditionner pour leur transport… ;
2. analyse et étude en laboratoire après déballage des colis, conditionnement des fossiles, moulages, attribution des fonctions (collection d'étude, muséologie, échanges…) : c'est la partie la plus longue chronologiquement, et les échantillons des expéditions des siècles passés n'ont pas encore tous été étudiés (parfois des découvertes majeures sont faites dans les collections anciennes) ;
3. description et publication scientifique des fossiles et des résultats d'étude, reconstitution des êtres fossilisés et de leurs milieux d'origine ;
4. diffusion pour le grand public des connaissances ainsi acquises (exposition au public, livres, autres publications, documentaires…).

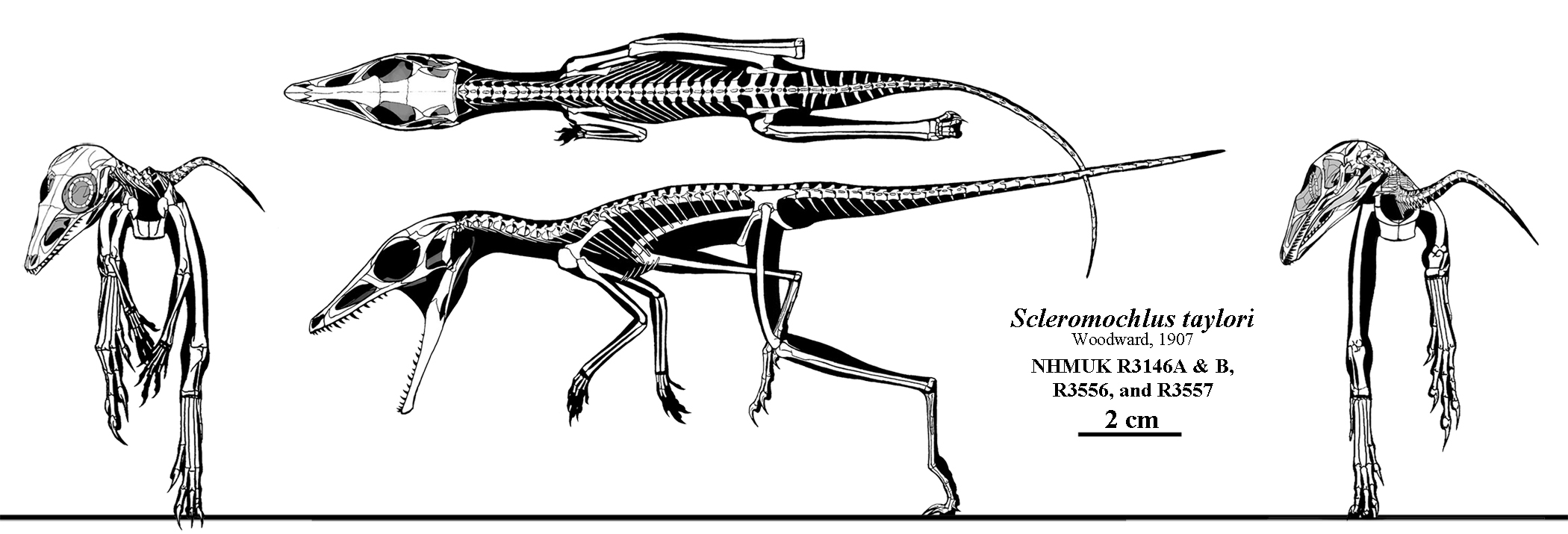
Exemple de restitution paléontologique non artistique mais scientifique d'un animal disparu (Scleromochlus), l'une des rares œuvres, en noir-et-blanc, basée exclusivement sur les fossiles disponibles et pouvant être certifiée fiable par l'accord de la communauté paléontologique.

La vulgarisation peut être assurée par les chercheurs eux-mêmes, mais c'est le plus souvent le travail des médiateurs scientifiques : conférenciers, illustrateurs, scénographes, muséologues, auteurs d'ouvrages grand public. Elle passe souvent par la reconstitution paléontologique des espèces disparues, qui, comme les reconstitutions archéologiques ou navales, est par définition (et il faut en avertir les publics) en partie hypothétique, puisque même dans les cas rares de conservation dans l'ambre, le goudron, la tourbe ou la glace, la matière organique est dégradée notamment au niveau de ses couleurs : sauf exception, toute reconstitution est donc approximative et c'est la quasi-totalité des restitutions paléoartistiques en couleurs qui pourraient recevoir des bandeaux « image inexacte ». Selon Guillaume Lecointre du Muséum national d'histoire naturelle, ces bandeaux sont des nonsens lorsque les coloris, les téguments, la présence ou l'absence de plumes, la forme de pupilles ou la pronation des membres sont incertaines et discutées par les scientifiques : il serait plus logique d'apposer des bandeaux « image certifiée fiable » sur les restitutions en noir-et-blanc basées sur des fossiles complets et validées par la communauté paléontologique. Pour représenter les coloris les plus probables d'une espèce disparue, on s'inspire de ceux des espèces vivant aujourd'hui dans les mêmes milieux de vie.
Pour réduire autant que possible la part d'approximation, la restitution paléoartistique doit être conforme aux règles de l'anatomie comparée et à ce qui est admis par les chercheurs au moment où elle est réalisée. Cela nécessite qu'elle s'inspire d'autres reconstitutions déjà scientifiquement validées, notamment dans les publications spécialisées, tout en s'en différenciant suffisamment pour ne pas tomber dans le domaine du plagiat ou de la violation des droits d'auteur ; par ailleurs, dans la mesure où le travail paléoartistique n'est pas une libre création originale, il peut tomber (selon les législations des différents pays) dans le domaine public par inéligibilité. James Gurney, artiste notable pour la série de livres de fiction Dinotopia, décrit l'interaction entre les scientifiques et les artistes, comme si l'artiste était « les yeux du scientifique » et le scientifique le « garde-fou de l'artiste », puisque les reconstitutions donnent forme aux hypothèses.
Le paléoart détermine la manière dont le public perçoit les animaux disparus. Parmi les illustrateurs qui ont le plus contribué à fasciner les publics et à créer des vocations par leurs reconstitutions, certains comme Zdeněk Burian, Heinrich Harder ou Charles R. Knight sont devenus mondialement célèbres et ont aussi inspiré de nombreux films de fiction, même si de nos jours leurs œuvres sont scientifiquement obsolètes.

## Impact scientifique
Les animaux marins disparus ont été parmi les premiers à être reconstitués. Le paléoart a eu un rôle important dans la diffusion des connaissances sur les dinosaures depuis que ce terme a été introduit par Sir Richard Owen en 1842. Toutefois, Gideon Mantell, en 1849, quelques années avant sa mort, en 1852, avait constaté que l'Iguanodon, dont il fut le découvreur, n'était pas le lourd pachyderme tel qu'Owen le concevait, mais avait de fines pattes à l'avant, sa mort l’empêcha de participer à la création des sculptures de dinosaures de Crystal Palace et la vision des dinosaures d'Owen s'imposa pour le public. Il y avait près de deux douzaines de sculptures grandeur nature de divers animaux préhistoriques construits en béton sculpté sur une armature en acier et brique ; deux Iguanodons, l'un debout et l'un reposant sur son ventre, y ont été intégrés. Les dinosaures demeurent en place dans le parc, mais leurs représentations sont maintenant dépassées, à de nombreux égards.
Une étude de 2013 a révélé que des représentations anciennes d'univers préhistoriques sont encore influentes dans la culture populaire, bien longtemps après que de nouvelles découvertes les aient rendues obsolètes. Un article daté de 2014 de Mark P. Witton, Darren Naish, et John Conway State of the Palaeoart, a souligné l'importance historique du paléoart, et déploré son état actuel.

## Histoire

### Origines de la reconstitution préhistorique
Dès le XVIe siècle, on trouve dans des ouvrages d'histoire naturelle des gravures représentant des vestiges fossiles. À la fin du XVIIIe siècle, Georges Cuvier, un des fondateurs de la paléontologie, fut le premier à reconstruire des vertébrés fossiles à partir d'os, et à les faire publier en gravure. Mais cela reste dans le cadre de la description d’ossements et non dans celle d'animaux éteints en chair et en os. L'un des précurseurs de la reconstitution de faunes des périodes passées peut être trouvé (d'après Stephen Jay Gould) dans la Physica sacra de Johann Jakob Scheuchzer, illustrée de 745 gravures en taille douce, montrant ainsi l'histoire biblique selon une approche scientifique, dans le sens qu'on lui donnait à l'époque. L'une des planches les plus notables étant la gravure 49, qui représente l’homo diluvii testis (« homme témoin du déluge »), que Georges Cuvier identifia un siècle plus tard comme une salamandre fossile.

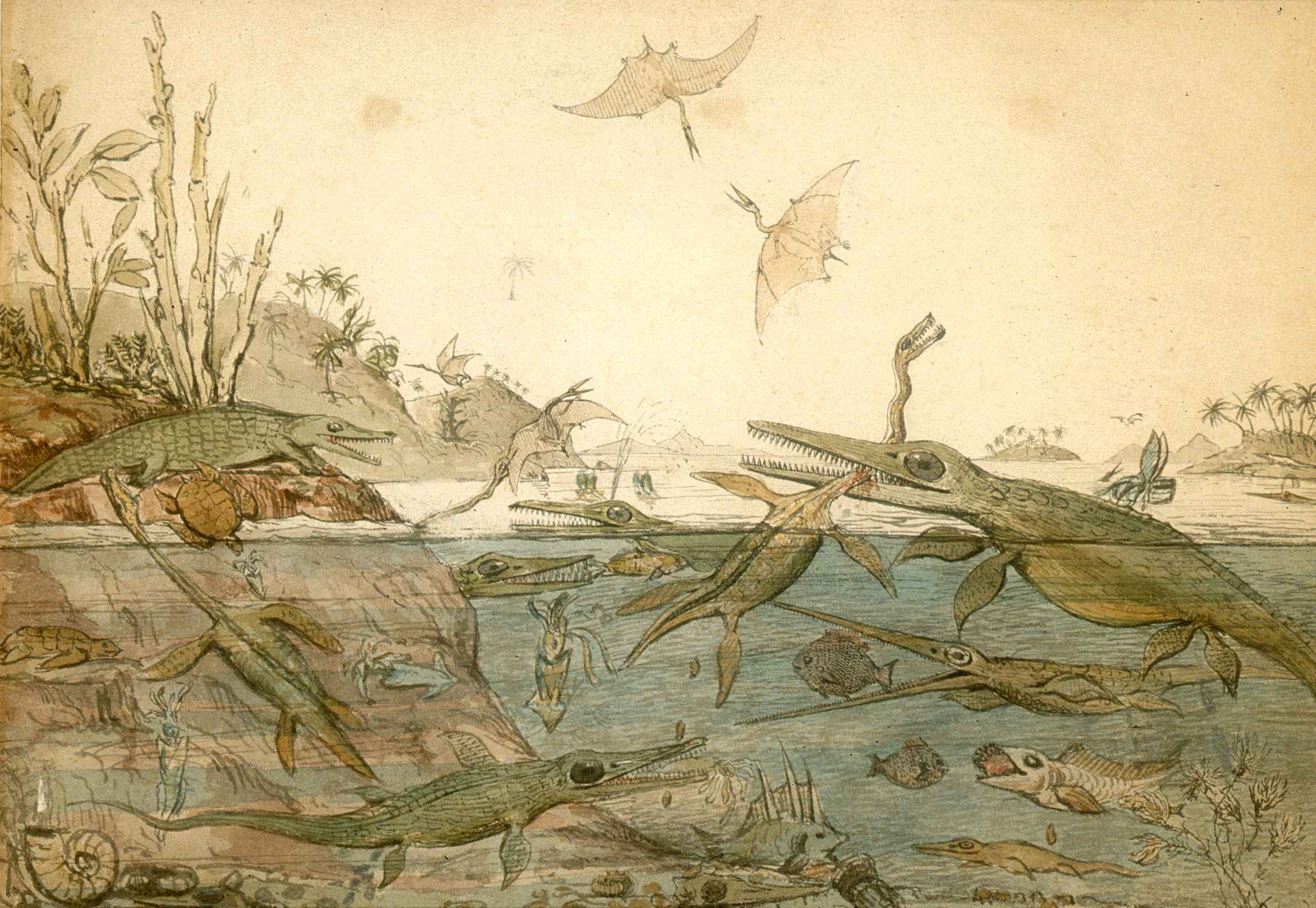
Duria Antiquior - Un plus ancien Dorset, aquarelle peinte en 1830 par le géologue Henry De la Beche, basée sur les fossiles trouvés par Mary Anning.

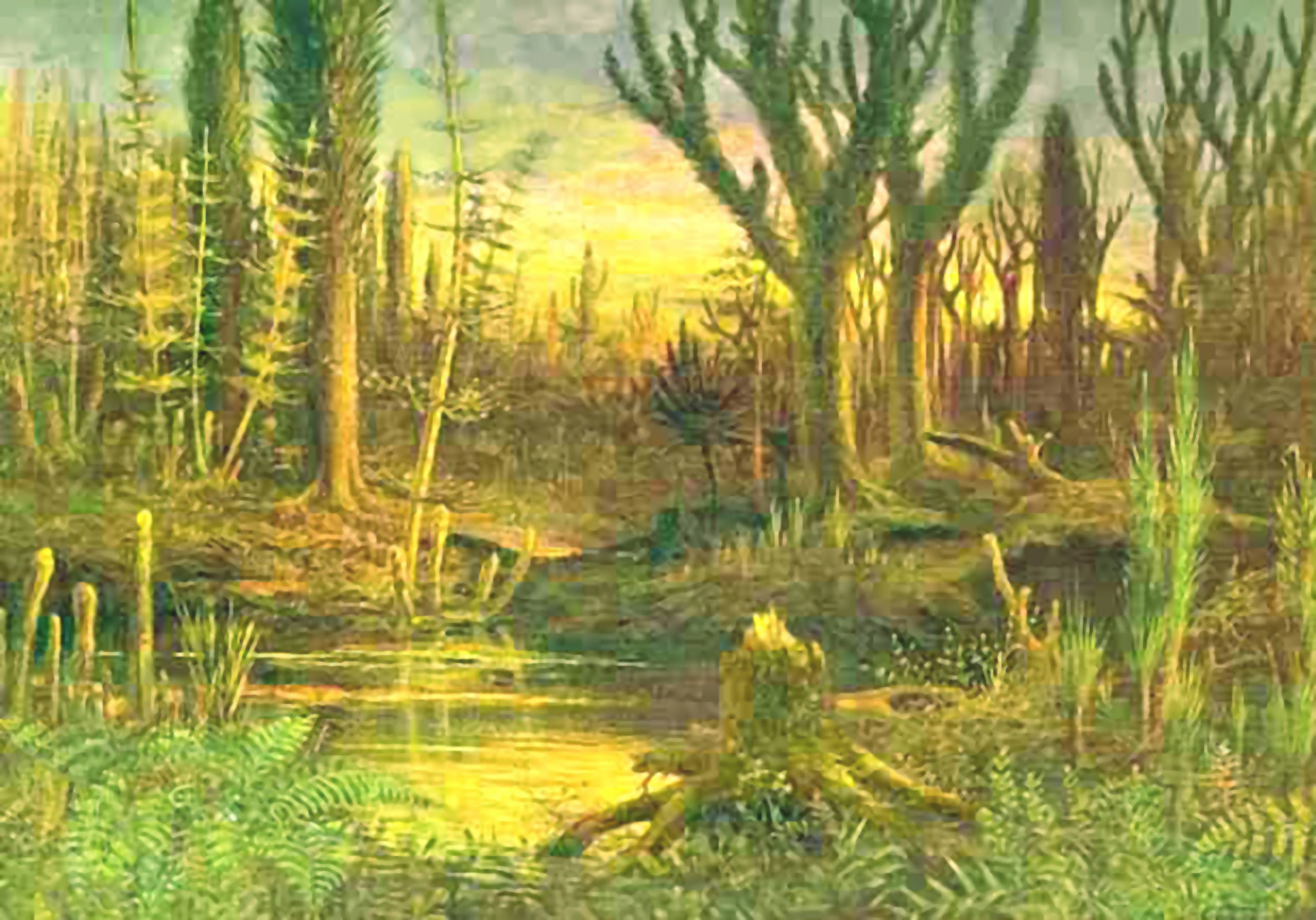
Paysage végétal typique du Dévonien restitué par le paléoartiste Edouard Riou (1838-1900), montrant le milieu où évoluaient les premiers insectes.

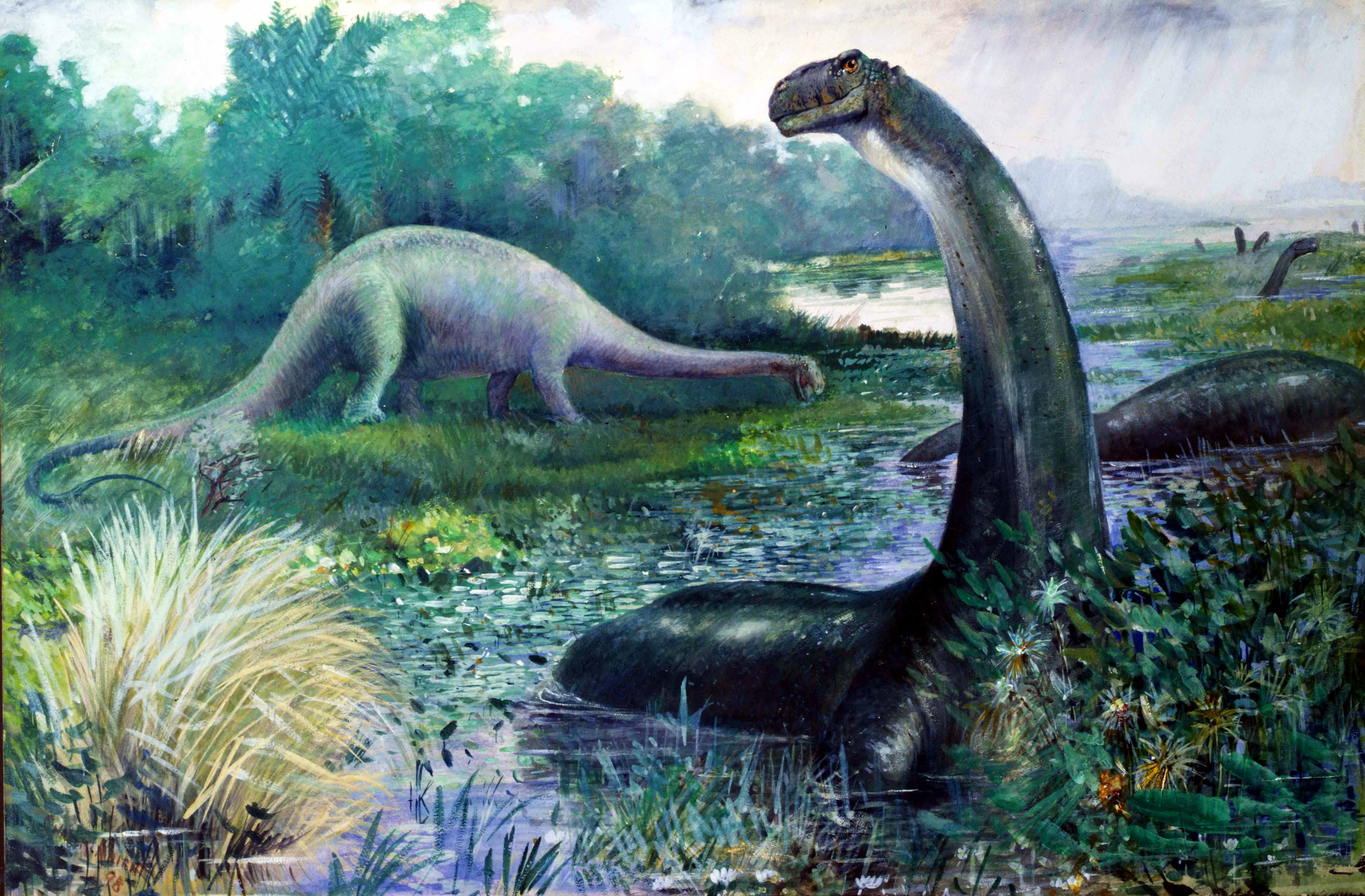
Brontosaurus, par Charles R. Knight, peinture de 1897. Cette représentation principalement aquatique ne correspond plus aux connaissances actuelles.

Entre Scheuchzer et le début du XIXe siècle, date des premières reconstitutions d'espèces éteintes, les ouvrages de géologie et de paléontologie se contentent de reproduire des planches de fossiles, et quasiment aucun ne propose de scène reconstituée des périodes de l'histoire de la Terre, à une époque où les notions d'extinction et de temps géologiques ne sont pas encore tout à fait admises.

### XIXesiècle, l'essor de la paléontologie
Duria Antiquior, un plus ancien Dorset marque une date importante dans la reconstitution artistique d'une période de la Préhistoire. Cette aquarelle de Henry De la Beche, datée de 1830 et plusieurs fois reproduite, devient au XIXe siècle le modèle canonique des scènes montrant des espèces éteintes dans leur milieu. Elle fut la première reconstitution picturale d'une scène remontant à la nuit des temps, basée sur des découvertes de fossiles trouvés par Mary Anning. De la Beche établit les codes de la reconstitution de scènes préhistoriques, qui seront repris après lui par nombre de paléoartistes, par la profusion d'espèces représentées, et dans des situations de prédation. Au premier plan, la mâchoire de l'ichtyosaure se refermant sur le long cou du plésiosaure, devient un cliché de l'iconographie paléontologique.
Benjamin Waterhouse Hawkins est le plus important paléoartiste de cette période, sa collaboration avec le paléontologue Richard Owen étant le premier exemple d'un travail commun entre un artiste et un scientifique pour reconstituer l'apparence d'animaux disparus, exemple qui se poursuivra ensuite avec les collaborations de Charles R. Knight et Henry Fairfield Osborn au début du XXe siècle, ou Zdenek Burian et Josef Augusta. Le point culminant de cette coopération était les Dinosaures de Crystal Palace, premières sculptures grandeur nature représentant des dinosaures tels qu'on envisageait leur apparence à l'époque. Certains modèles avaient été, à l'origine, créés pour l'Exposition universelle de 1851, mais 33 d'entre eux ont finalement été réalisés quand Crystal Palace a été transféré à Sydenham, dans le sud de Londres. Owen a organisé un dîner célèbre pour 21 convives, tous d'éminents scientifiques à l'intérieur du béton creux de l'Iguanodon, la veille du Nouvel An de 1853.

## Reconnaissance
Depuis 1999, la Société de Paléontologie des Vertébrés décerne le John J. Lanzendorf PaleoArt Prix pour les réalisations dans ce domaine. La société considère que le paléoart « est l'un des véhicules les plus importants pour la communication des découvertes et des données, parmi les paléontologues, et est essentiel pour promouvoir la paléontologie des vertébrés et ses disciplines envers le grand public ». La Société de Paléontologie des Vertébrés est aussi le site occasionnel de l'exposition annuelle d'affiches de Paléoart, un concours d'affiches organisé à l'ouverture de la réunion annuelle de la société.
Le Museu da Lourinhã organise le salon International de Concours de dessins de dinosaures.

## Paléoartistes
- Henry de la Beche, actif dans les années 1830, son dessin Duria Antiquior en fait le précurseur du paléoart.
- Benjamin Waterhouse Hawkins, années 1840-1890, premier artiste à collaborer avec un scientifique pour reconstituer des animaux éteints
- Alice Woodward (en), à la fin du XIXe siècle et début du XXe siècle
- Paul Jamin, années 1880-1900
- Amédée Forestier, actif des années 1880 aux années 1920, remarquable par son Homme du Nebraska et ses illustrations du village et lac de Glastonbury
- Joseph Gleeson (en), actif à la fin du XIXe siècle et début du XXe siècle
- Charles R. Knight, années 1890-1940, la plus grande influence du début du 20e siècle (notamment dans les films)
- Heinrich Harder, actif des années 1910 aux années 1920
- Gerhard Heilmann années 1920, premier à reconstituer des dinosaures à l'allure d'oiseaux
- Zdeněk Burian, années 1940-81, influence culturelle au cours de ces années (par exemple jouets)
- Rudolph F. Zallinger, années 1950-1960, influence culturelle au cours de ces années
- Jay Matternes, actif des années 1950 aux années 1990
- Robert T. Bakker, années 1960-1990, paléontologue et illustrateur leader de la renaissance des dinosaures dans les années 1980
- Eleanor Kish, active des années 1960 aux années 1990
- Gregory S. Paul, années 1970-Présent, grande influence de la fin du 20e siècle-début du 21e siècle
- Julius Csotonyi (en), actif au XXIe siècle
- Nobu Tamura, actif au début du XXIe siècle
- Élisabeth Daynès, active au XXIe siècle

## Galerie

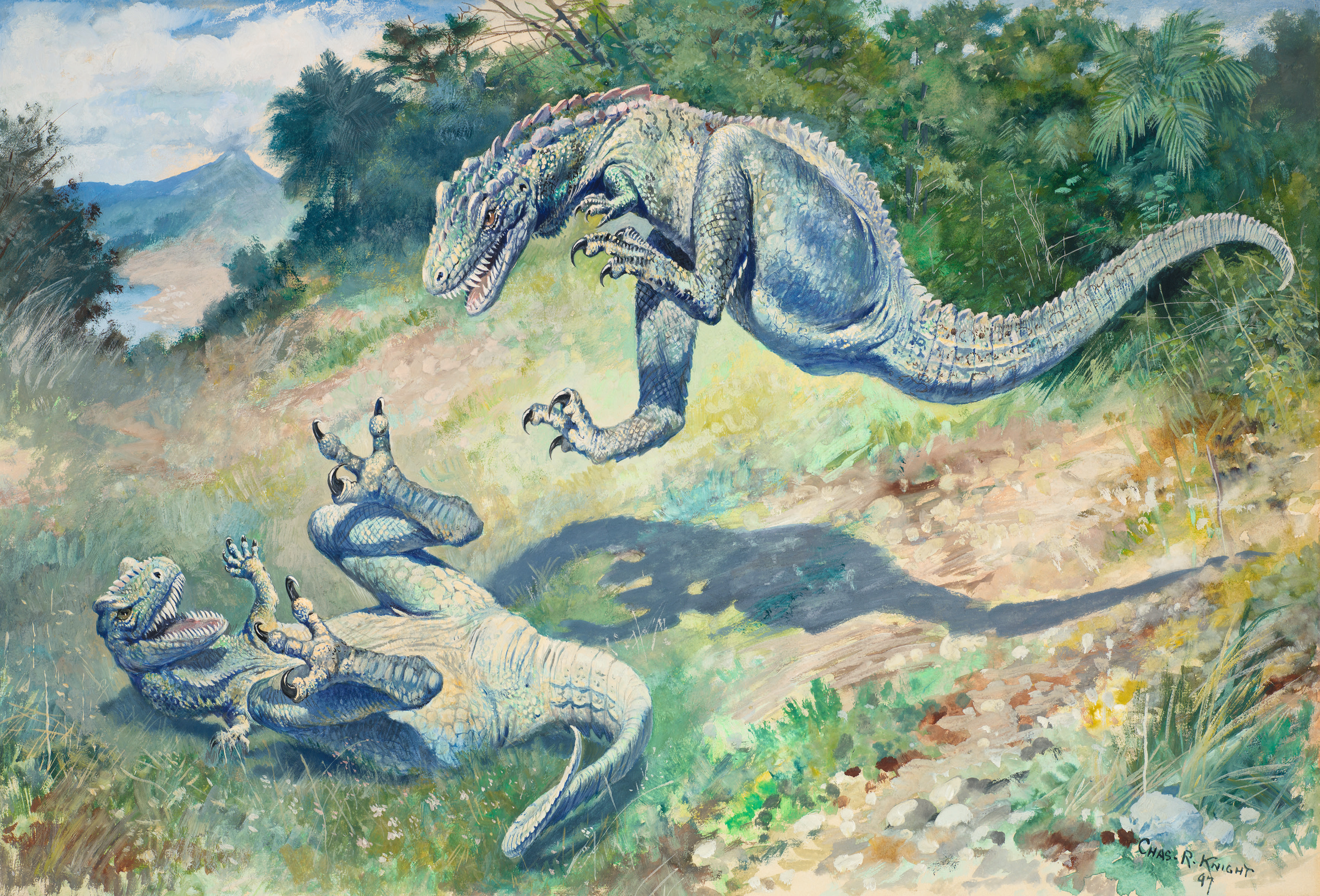
Laelaps par Charles R. Knight, 1896
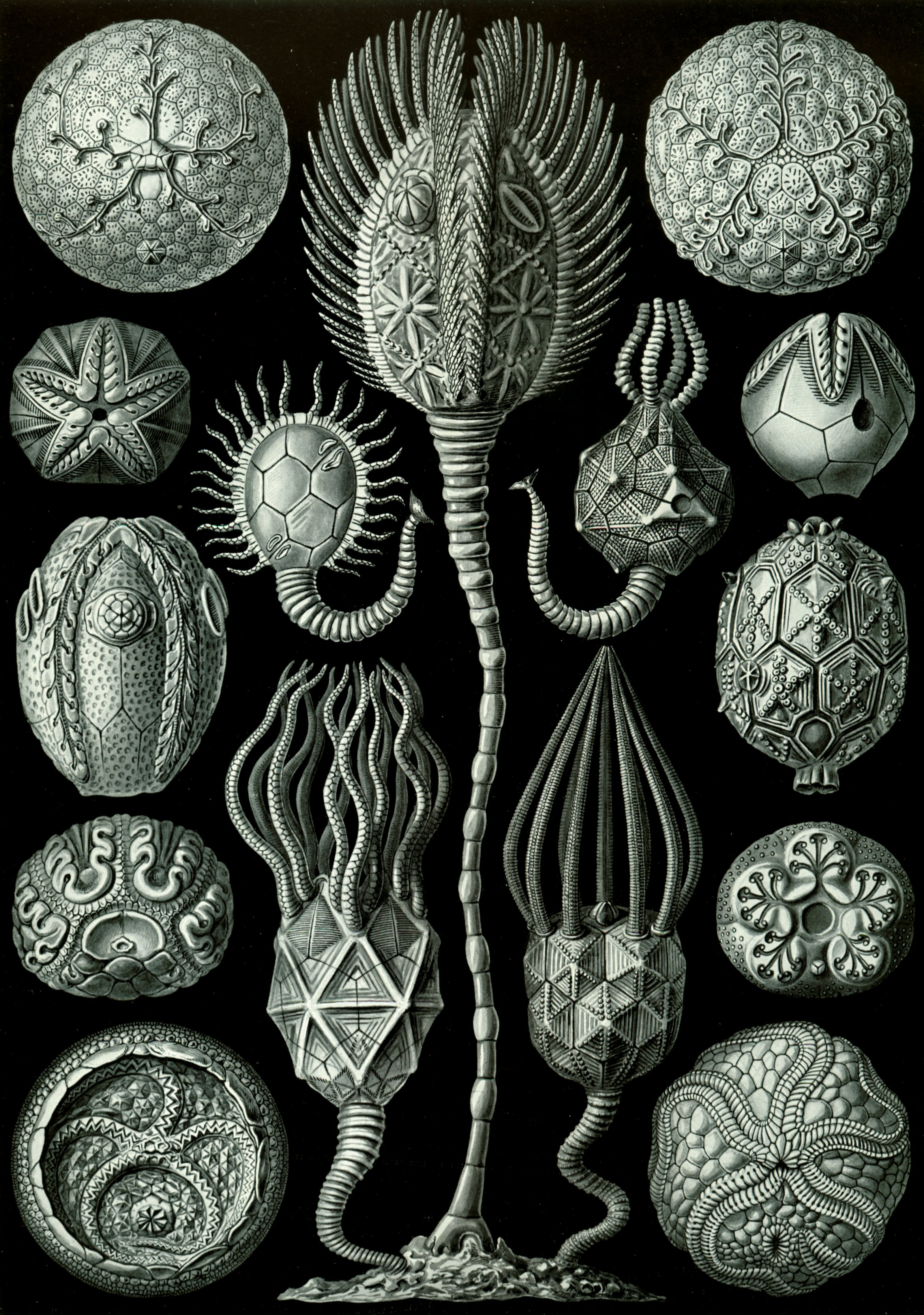
Cystoïdes par Ernst Haeckel, 1904
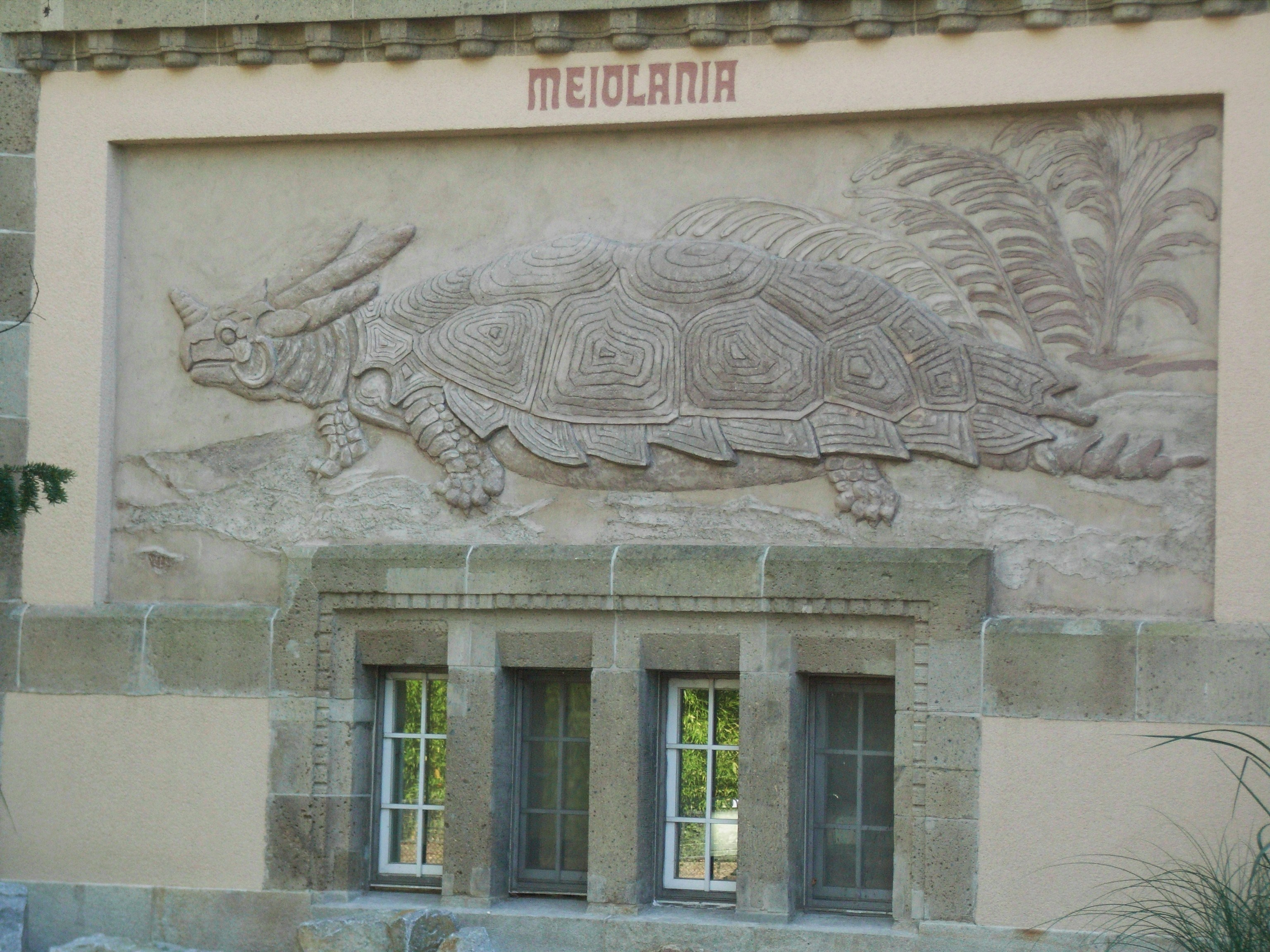
Bas-relief de Meiolania par Heinrich Harder, 1916
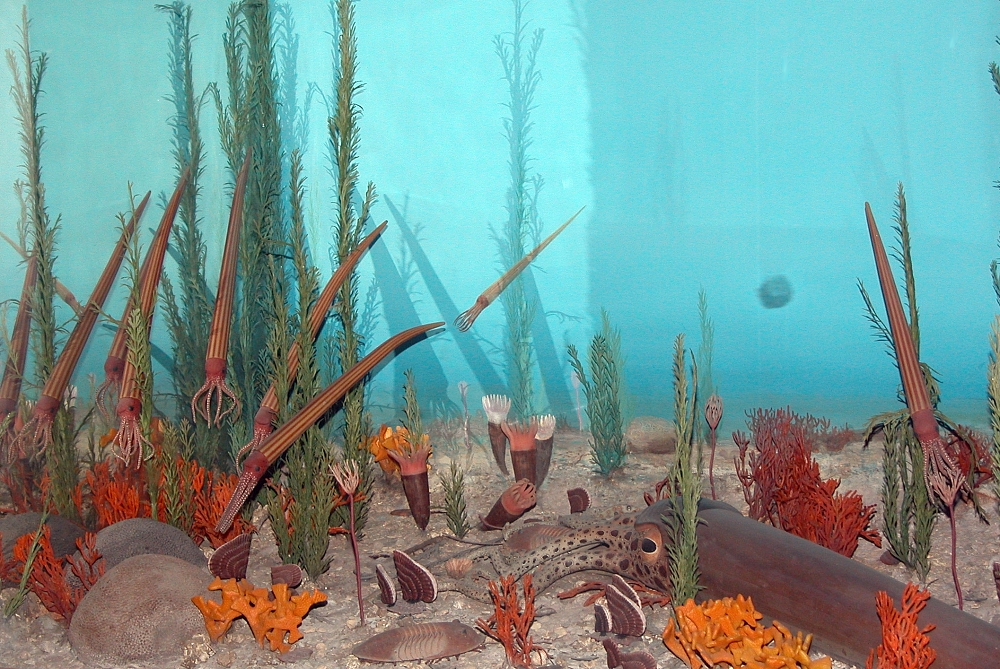
Diorama du Muséum américain restituant la faune marine de l'Ordovicien, 2004
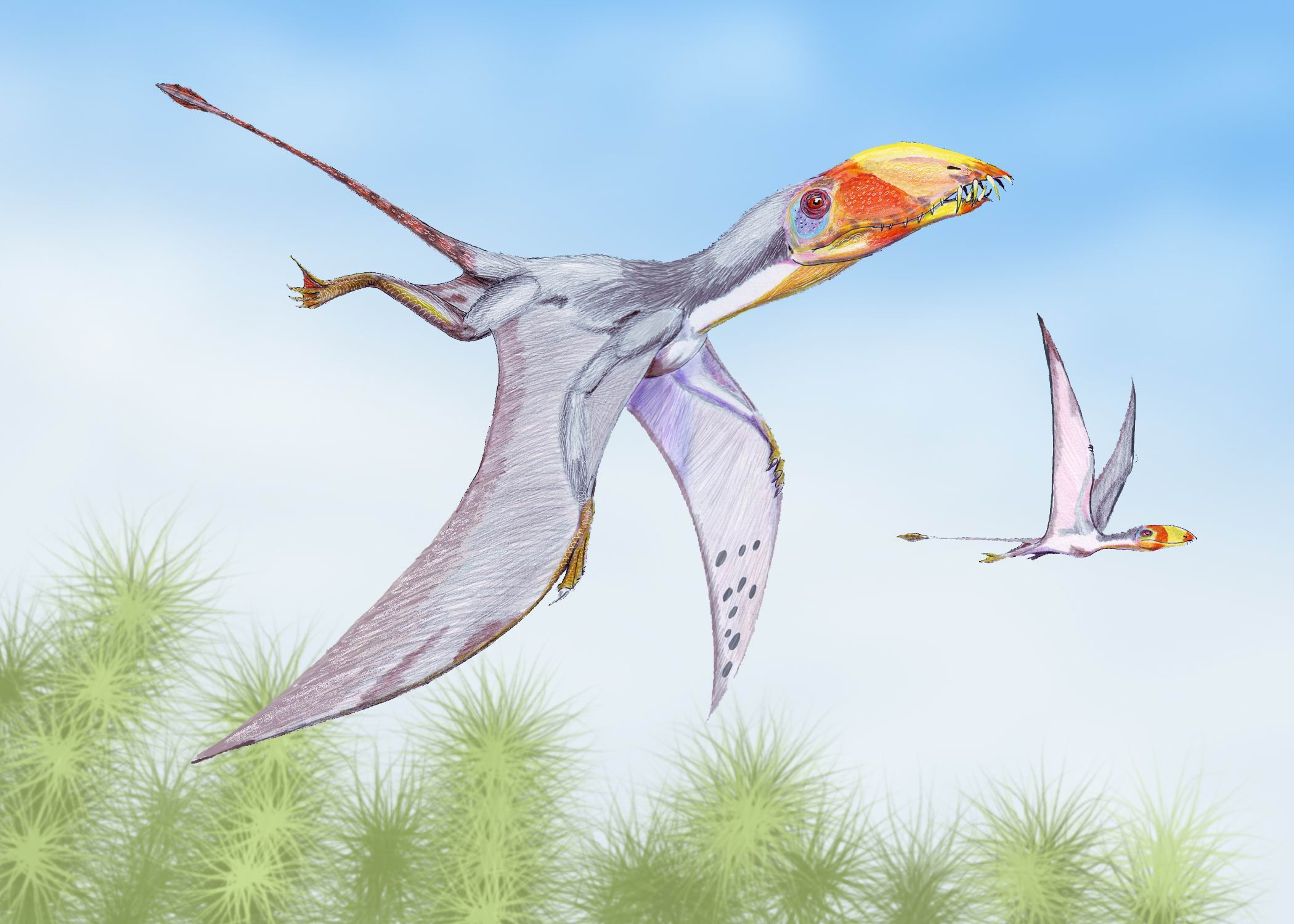
Dimorphodon par Dimitri Bogdanov, 2004
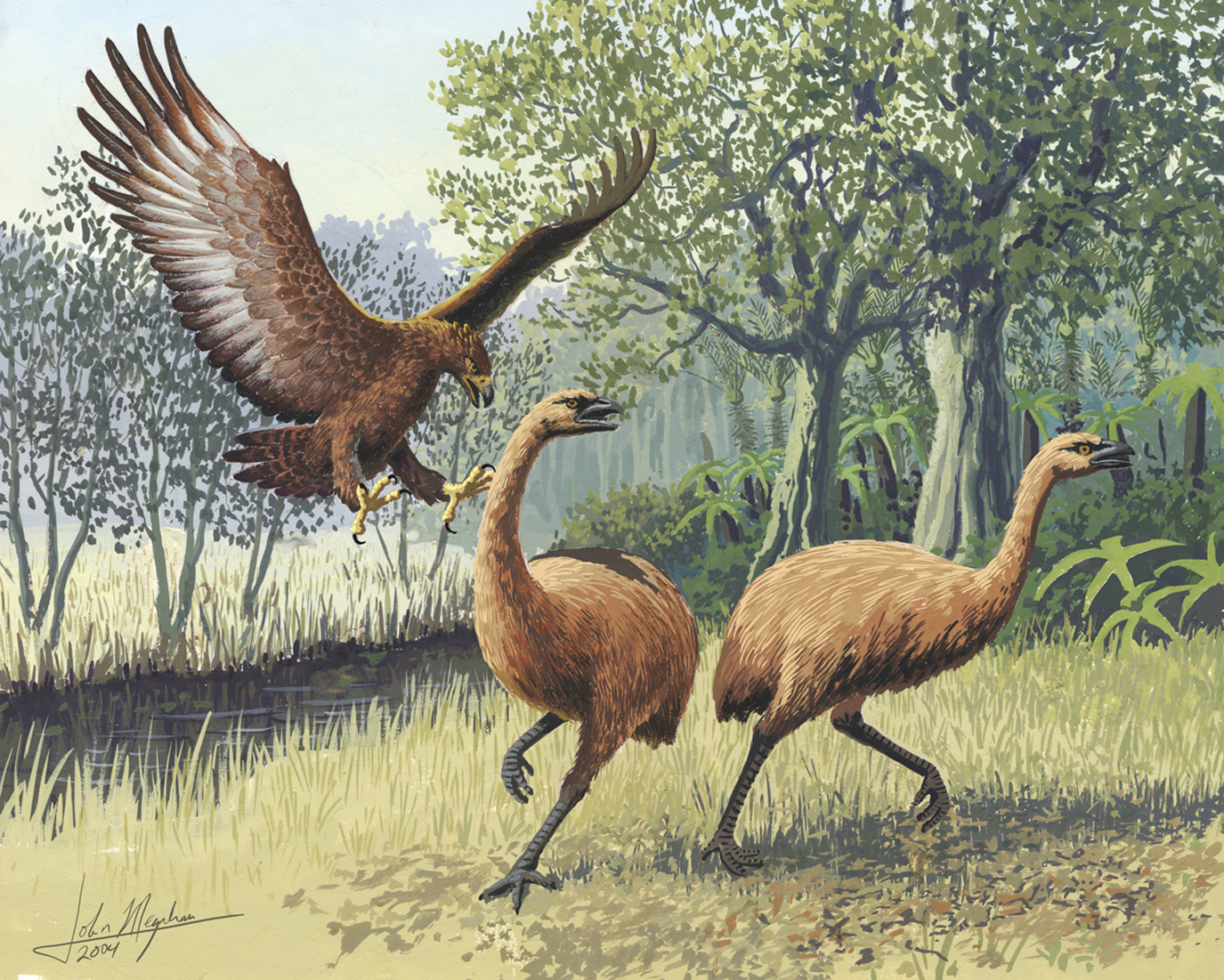
Aigle géant de Haast attaquant un couple de moa, par John Megahan, 2004
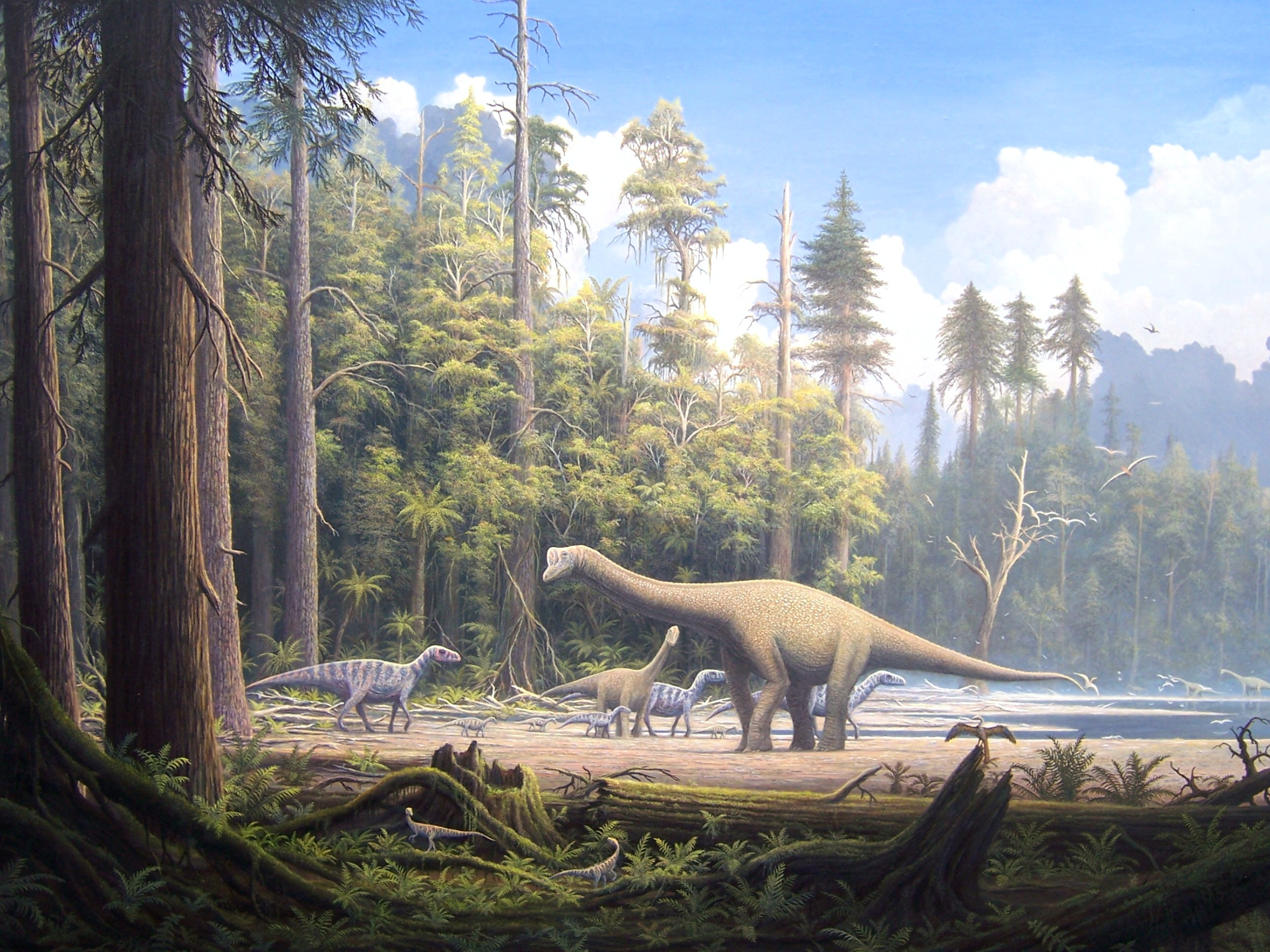
Scène du Jurassique, par Gerhard Boeggemann, 2006
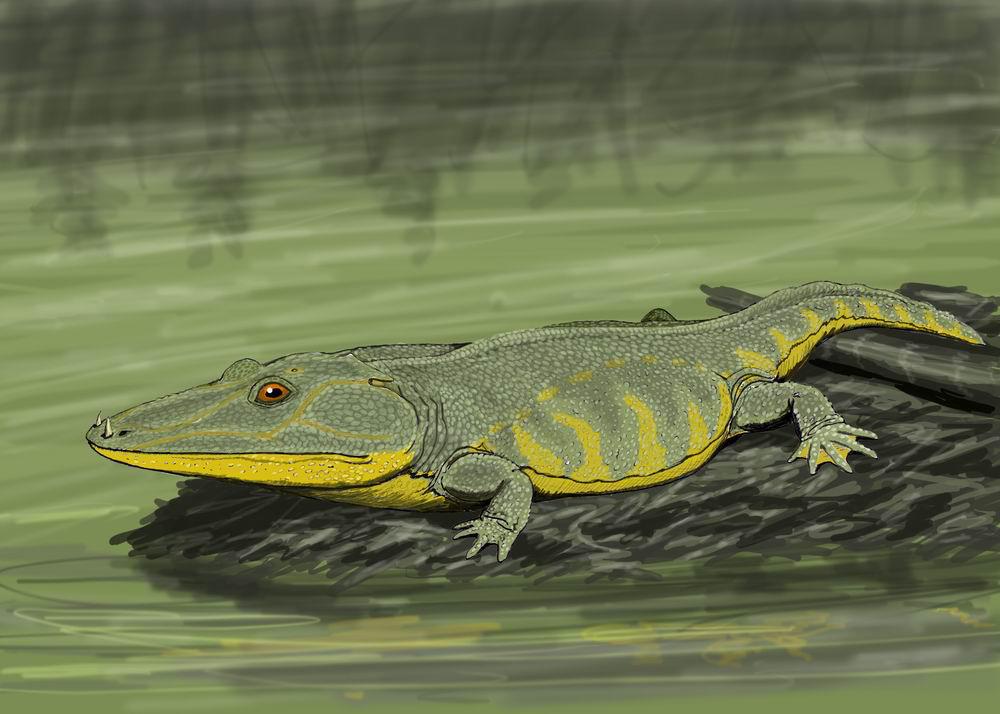
Mastodonsaurus par Dimitri Bogdanov, 2007
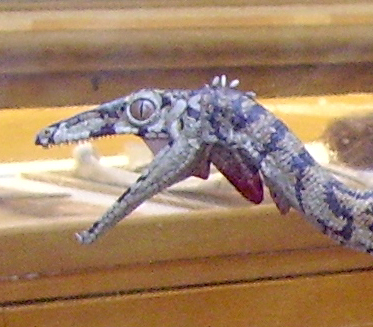
Tête « reptilienne » du Compsognathus du Musée d'histoire naturelle de Londres, 2007
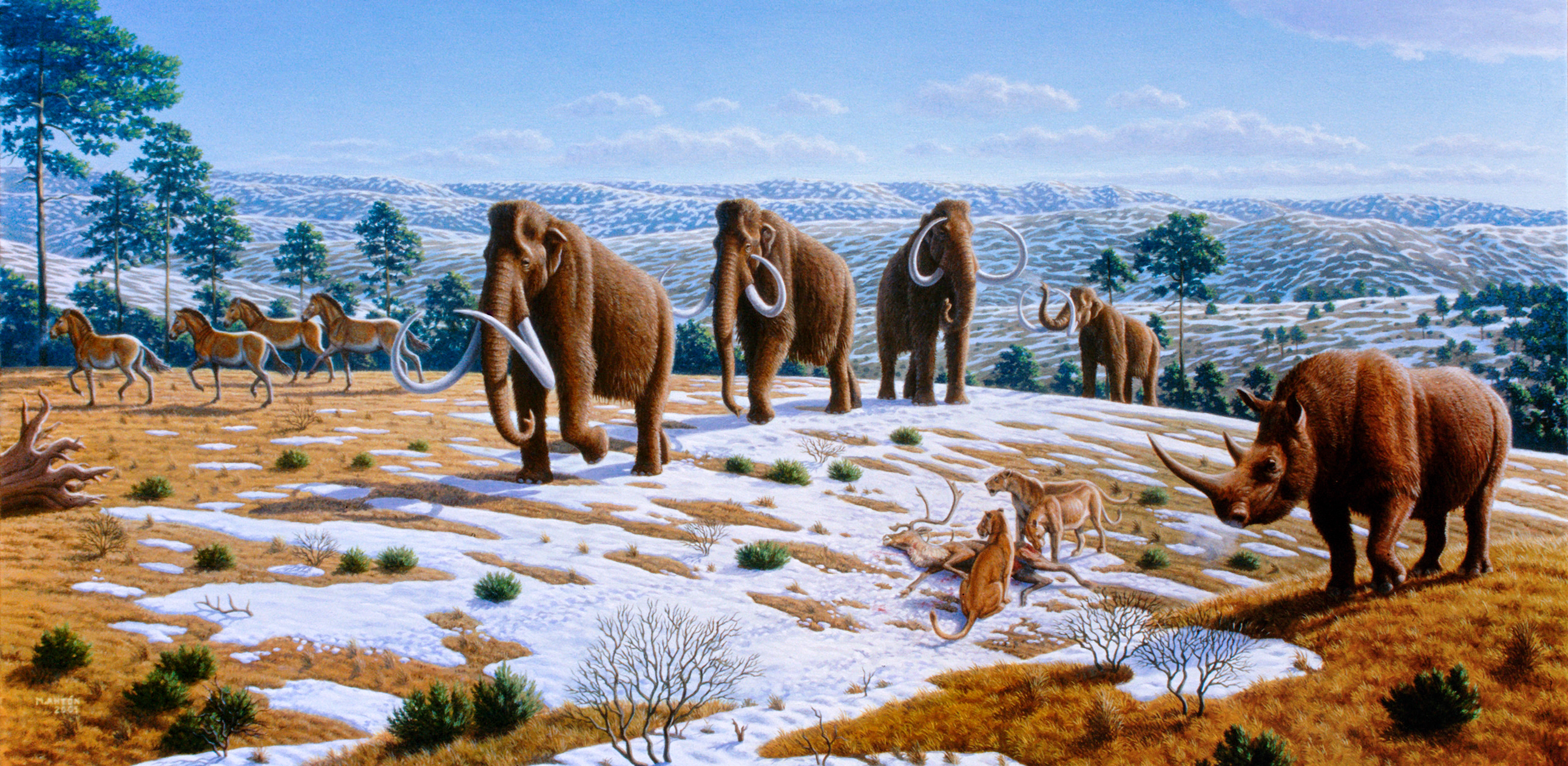
L'Âge de glace par Mauricio Antón, 2008
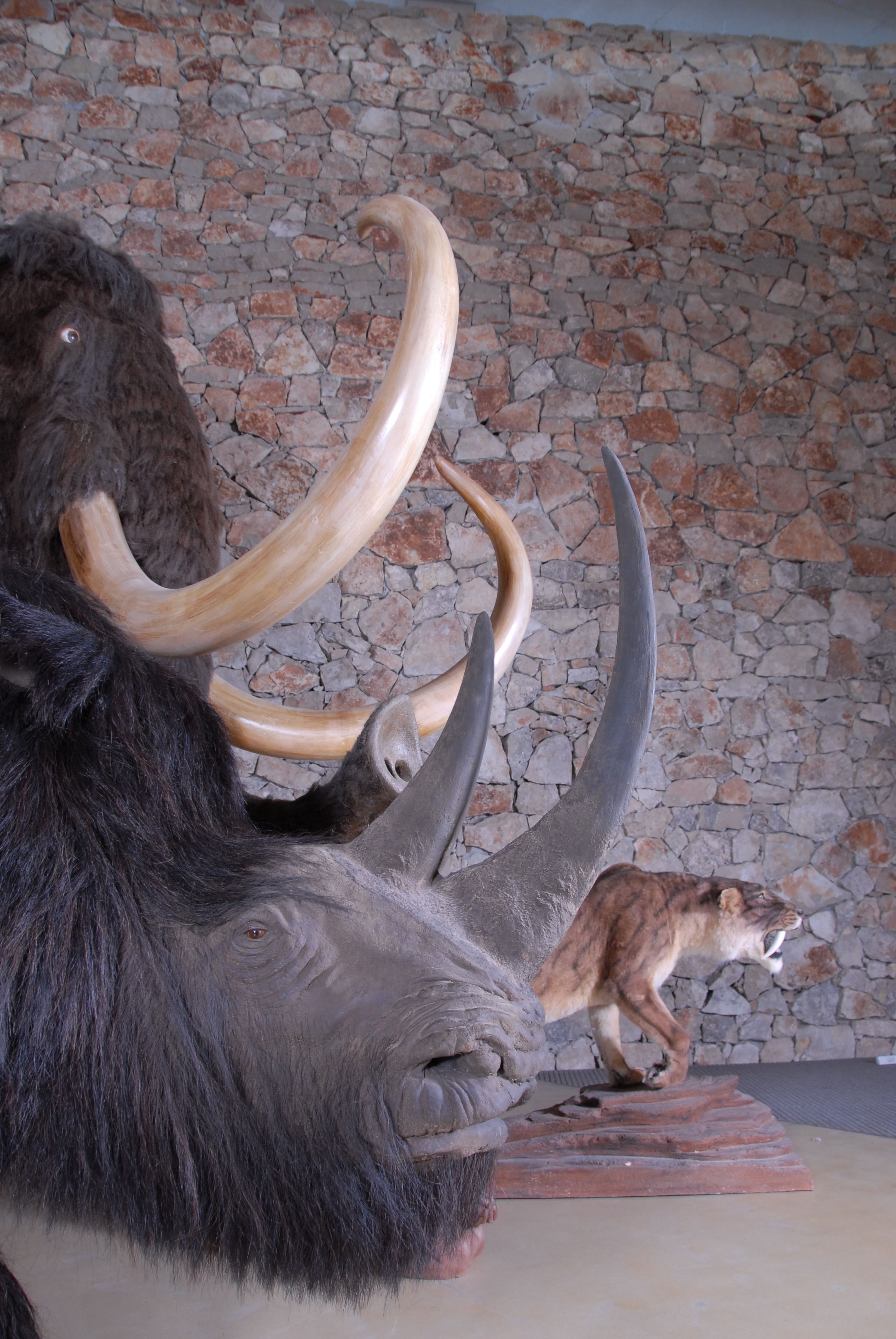
Troupeau préhistorique du Musée de Préhistoire des gorges du Verdon, 2008
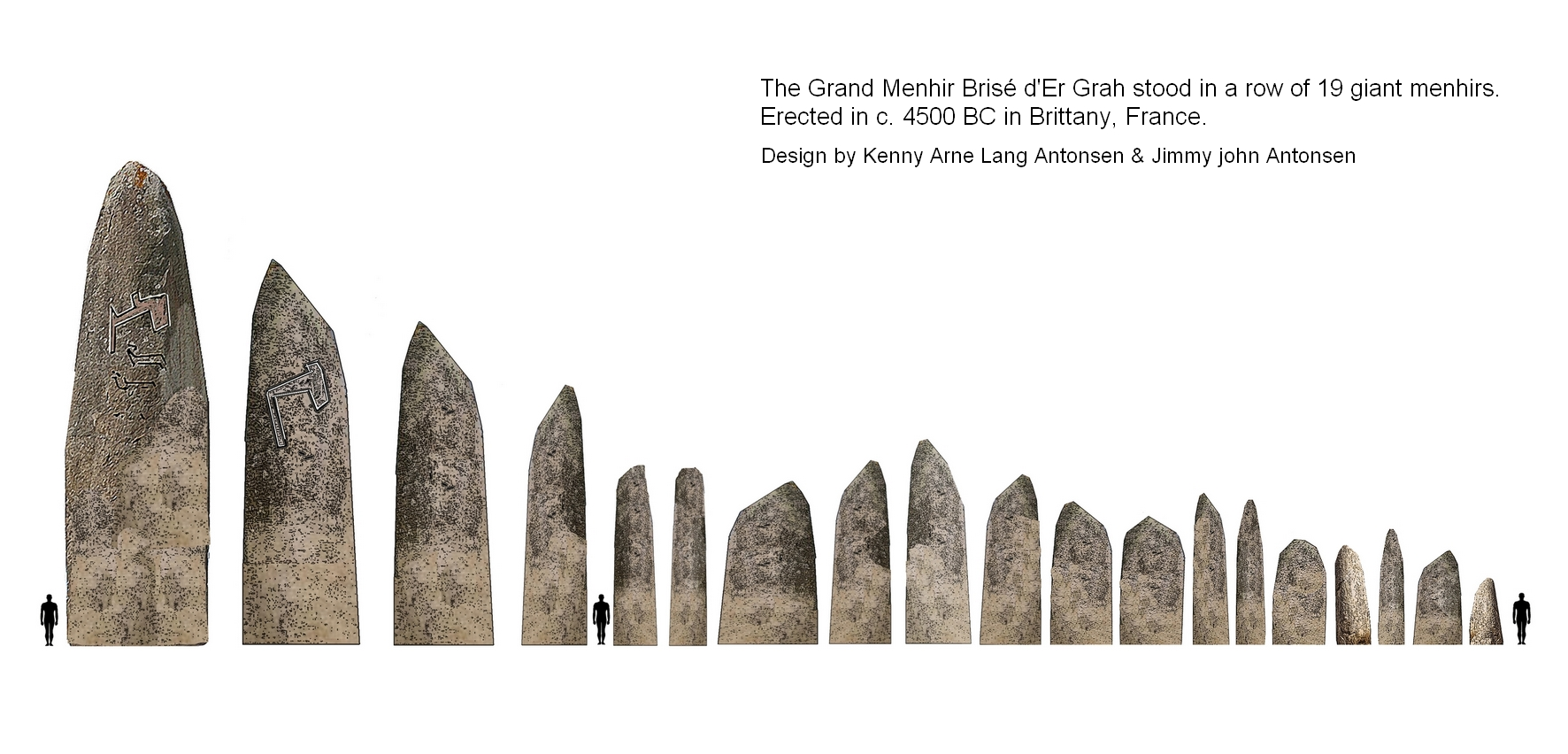
Restitution paléoartistique de l'alignement mégalithique d'Er Grah à Locmariaquer
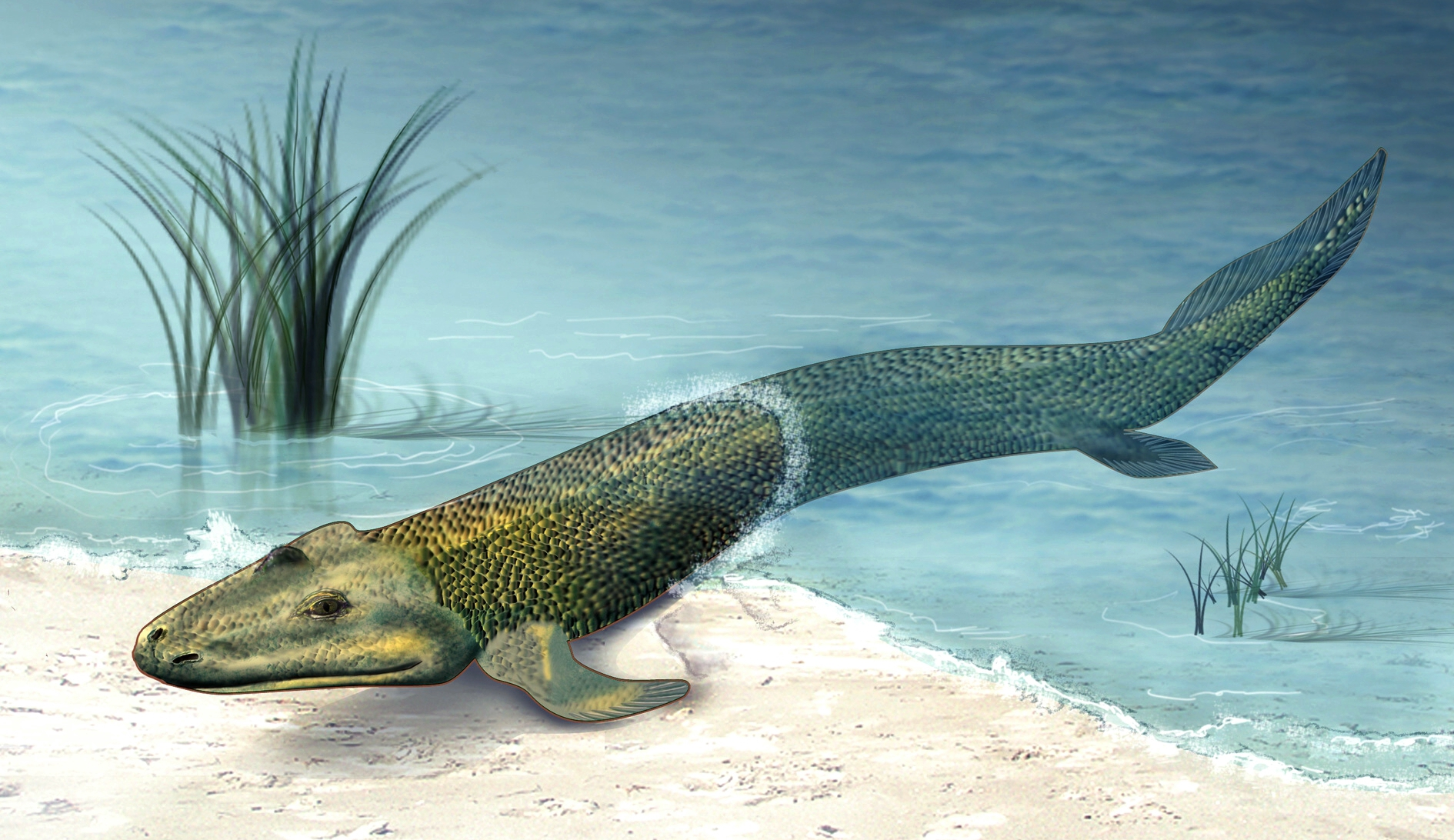
Tiktaalik sortant de l'eau, par Zina Deretsky, 2009
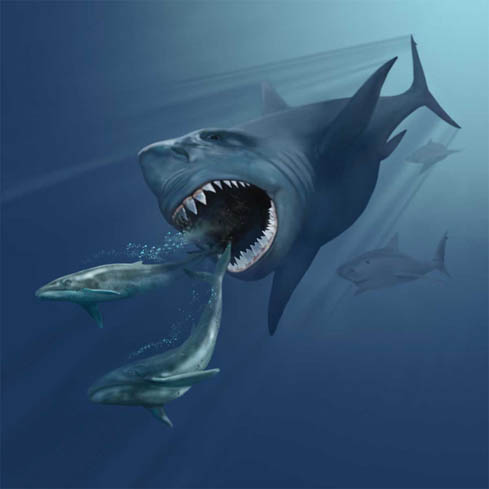
Mégalodon et Eobalaenoptera par Karen Carr, 2010
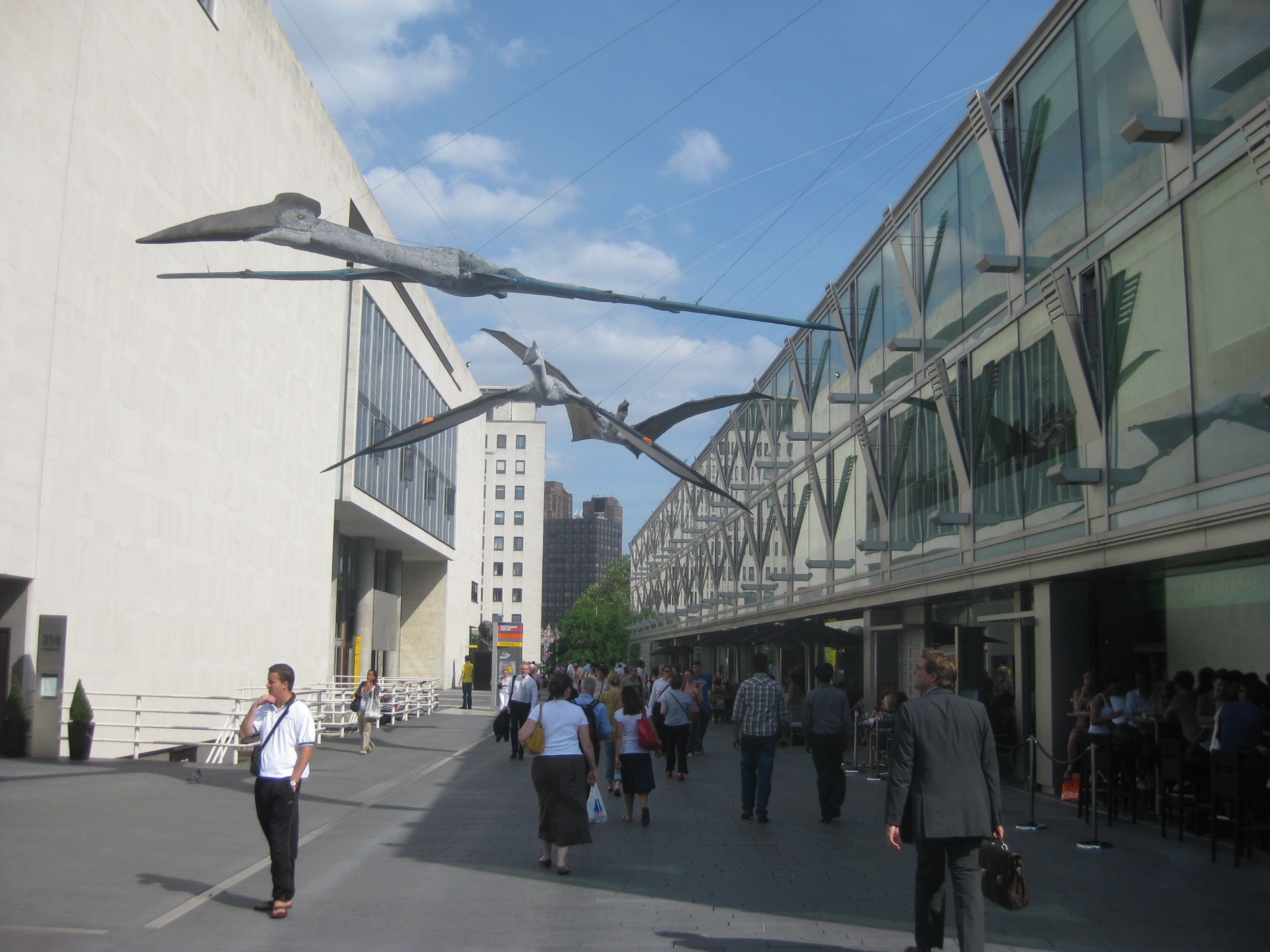
Quetzalcoatlus « survolant » South Bank, par Mark Witton, 2010
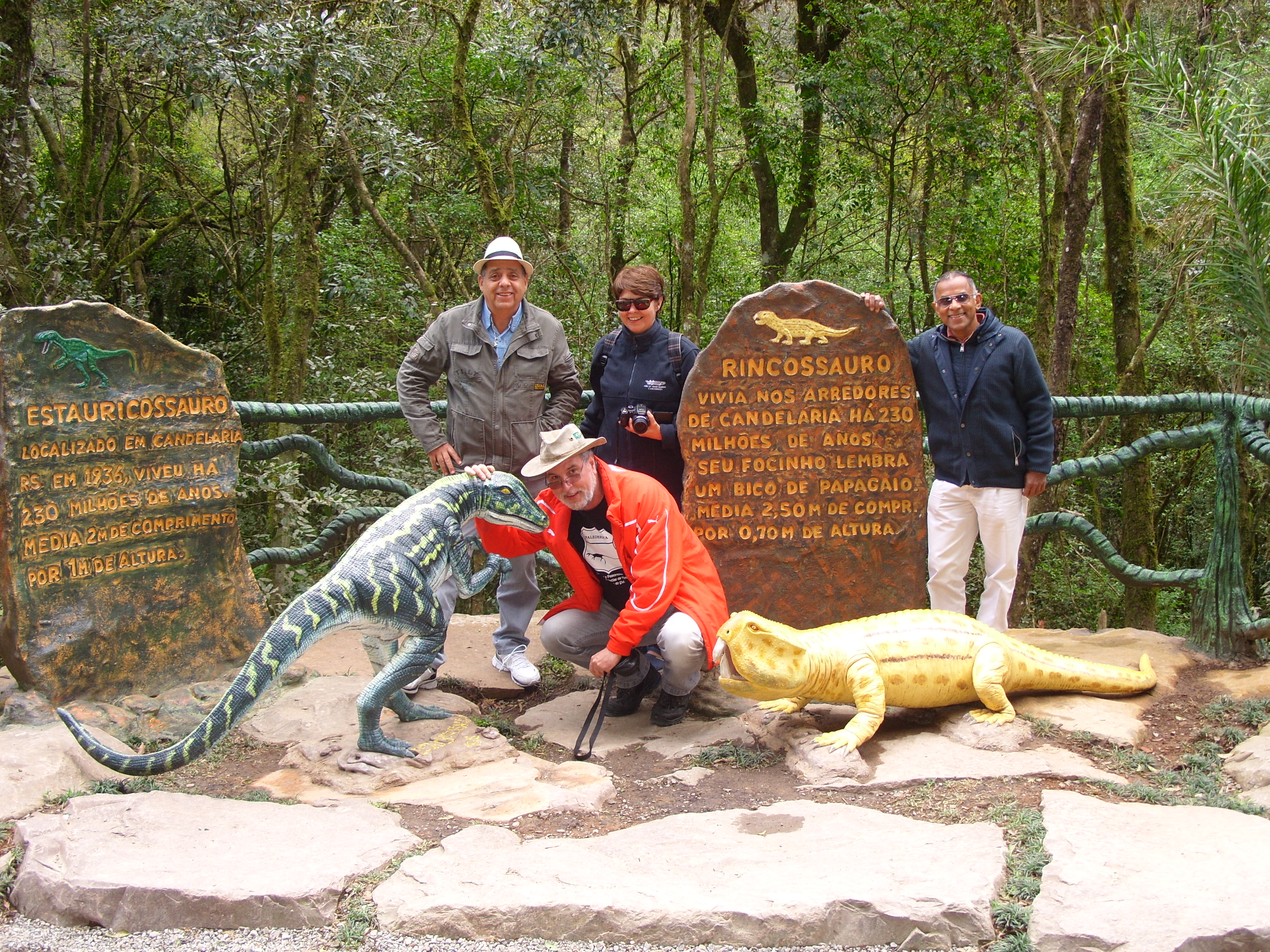
Stavrikosaure et rhynchosaure du géoparc Paleorrota par Clovis Dapper, 2012
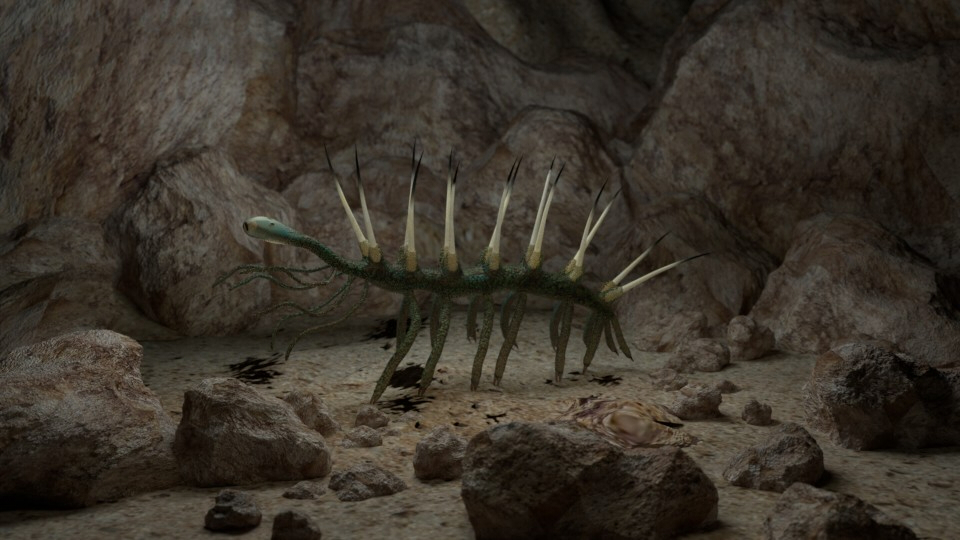
Restitution de l'Hallucigenia des schistes de Burgess par José-Manuel Canete, 2015.
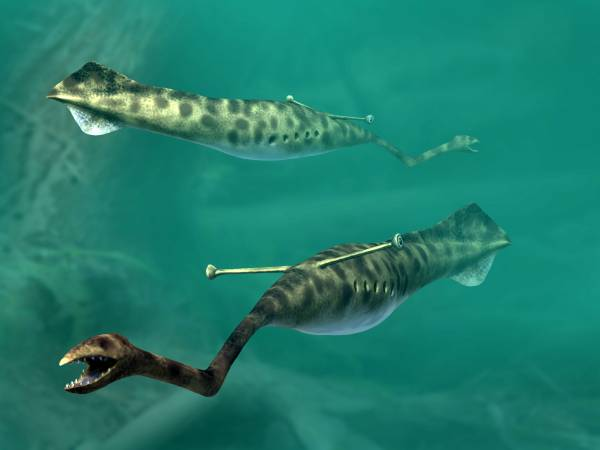
Tullimonstre, par Nobu Tamura, 2016
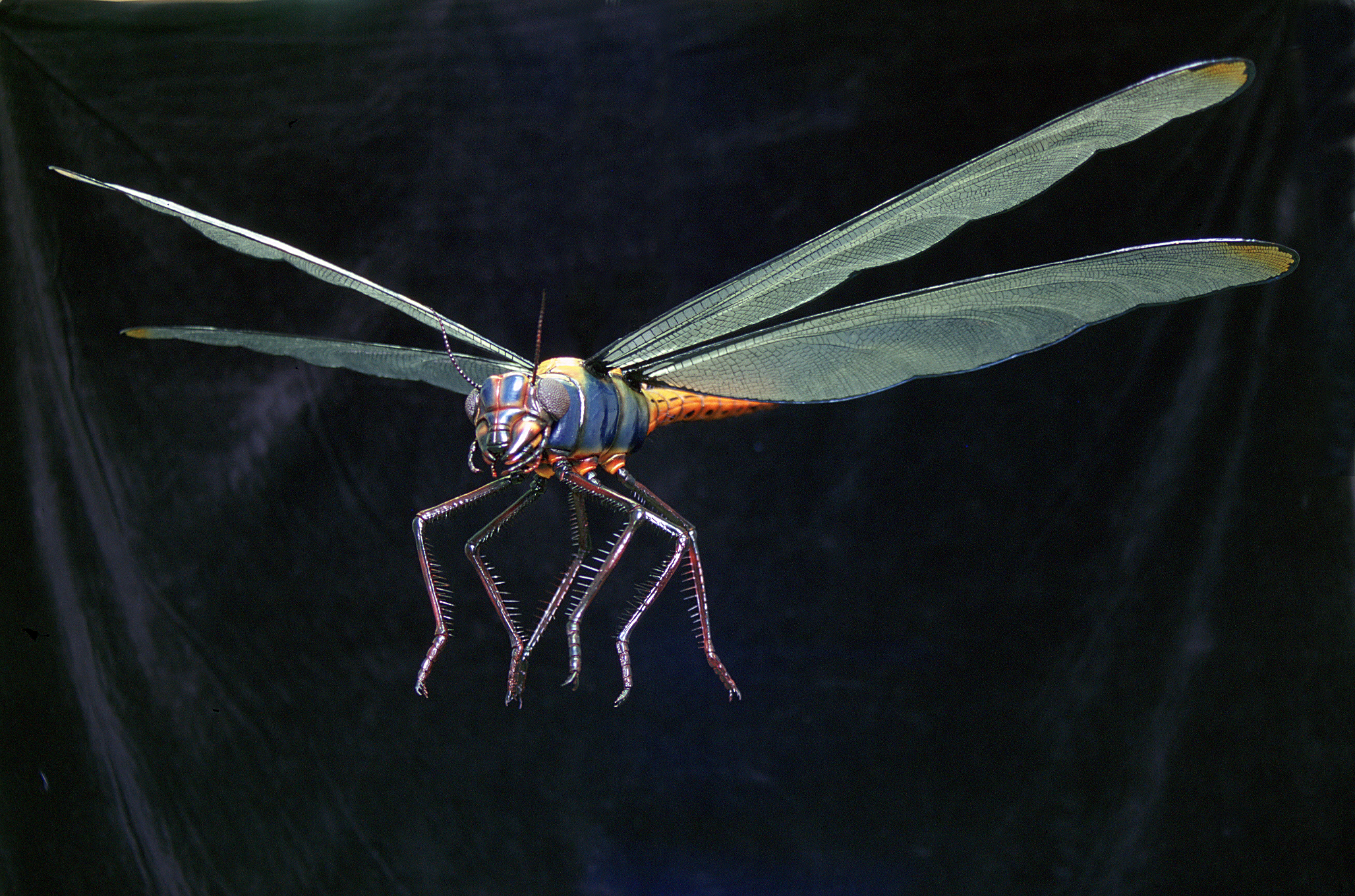
Meganeuropsis, par Werner Kraus, 2017, Universität Museum, Clausthal-Zellerfeld
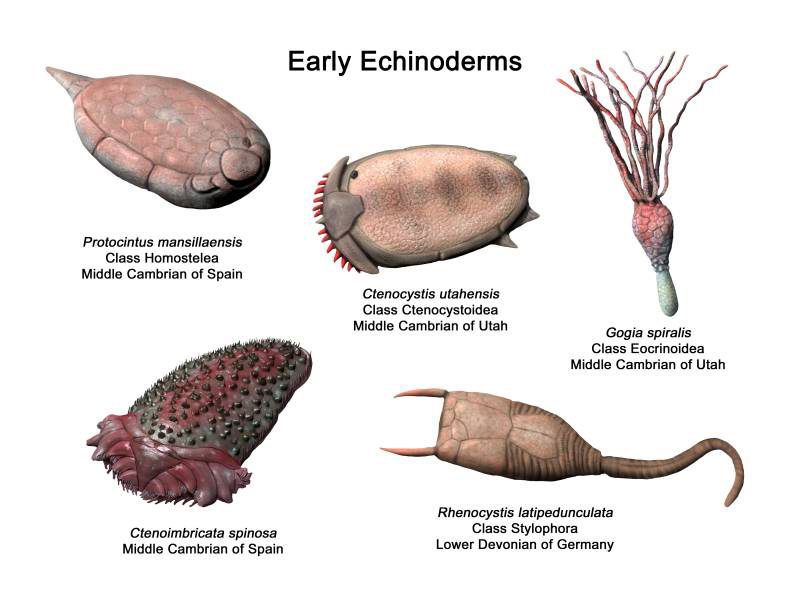
Échinodermes paléozoïques par N. Tamura, 2018